# Ofensiva de Al-Shaddadah
La Ofensiva de Al-Shaddadah (u Operación Ira de Khabur) fue una operación militar lanzada por las Fuerzas Democráticas Sirias en febrero de 2016, en el marco de la Guerra Civil Siria. El principal objetivo era el de capturar la estratégica ciudad de Al-Shadaddah, así como expulsar al estado Islámio de la gobernación de Al Hasakah. El avance de la organización de mayoría kurda fue acompañado por más de 50 ataques aéreos realizados por la aviación internacional.